# Eissa Meer
Eissa Meer Abdulrahman (16 luglio 1967) è un ex calciatore emiratino, di ruolo difensore.
È il fratello gemello di Ibrahim Meer.